# 臺灣紡績
臺灣紡績株式會社為台灣日治時期的紡織公司，設立於1941年7月22日，本社位於台北市，織布工場位於台中王田與烏日。其在二戰後由臺灣省行政長官公署工礦處組織的輕工業接管委員會接收，與台灣其他紡織公司合併為台灣紡織業有限公司，原臺灣紡績的烏日工場改為烏日廠，王田工場則改為烏日廠王田工場。

## 介紹
臺灣紡績株式會社以楮（小構樹）、棉、絹、毛、麻、人造纖維、故纖維和屑纖維等纖維原料，製造各種相關織物製品和其他附屬製品，並經營農場以取得原料。其成立是為了因應二戰時的物資增產需求，在1941年7月22日，由日本的吳羽紡績株式會社和三興株式會社以資本金400萬圓投資成立，社長為平山泰，常務董事為松本一郎和高岡定吉。王田工場為精練工場，於隔年6月啟用，烏日工場則是染色工場，工場設備中的紡機二萬錠和織機五百部由吳羽紡績株式會社拆運來台。；全部的廠房在戰前並未照原訂計畫建廠完成。在農場經營部分，在淡水郡、苗栗郡、大屯郡、大甲郡、曾文郡、新營郡、鳳山郡和旗山郡共有農場合計500甲。
| 名稱       | 位置                          | 規模       | 現況             |
| ---------- | ----------------------------- | ---------- | ---------------- |
| 台北本社   | 台北市大和町二丁目7番地       |            |                  |
| 大阪出張所 | 大阪市東區安土町二丁目        |            |                  |
| 台中出張所 | 臺中市榮町一丁目4番地         |            |                  |
| 王田工場   | 臺中州大甲郡大肚庄王田175番地 | 占地六萬坪 | 王田毛紡王田廠   |
| 烏日工場   | 臺中州大屯郡烏日庄烏日        | 占地十萬坪 | 中和紡織烏日紗廠 |